# Cholnoky Jenő Karszt- és Barlangkutatási Pályázat
A Cholnoky Jenő Karszt- és Barlangkutatási Pályázat egy évente kiírt pályázat a Magyar Karszt- és Barlangkutató Társulat részéről. A Társulat elnökségének határozata alapján 1975-ben jött létre Böcker Tivadar, az akkori főtitkár javaslatára.

## Leírása
A pályázat célja a Magyar Karszt- és Barlangkutató Társulaton belül működő kutatócsoportok, személyek által a hazai karsztterületeken, illetve a barlangokban végzett feltáró és tudományos munka dokumentálásának az ösztönzése, a dokumentáció színvonalának az emelése. Pályázni két kategóriában lehet. Egyéni kategória: a társulat egyénileg és csoportokban tevékenykedő tagjai részére. Csoportos kategória: kizárólag a társulaton belül működő csoportok, illetve a legalább három társulati tagból álló kollektívák részére. Az eredmény ünnepélyes kihirdetése, a díjak átadása a Barlangkutatók Szakmai Találkozóján történik. Régebben a Barlangnapon (eleinte MKBT Vándorgyűlésnek nevezték) történt az eredményhirdetés és a díjkiosztás.

## Díjazottak

### 2016
| 2016 |
| --- |
| I. díj - Ariadne Karszt- és Barlangkutató Egyesület II. díj - Virág Magdolna III. díj - MKBT Vulkánszpeleológiai Kollektíva Pénzjutalom - Csepreghy Ferenc József - Kocsis Ákos - Szenti Tamás |

### 2015
| 2015                                      |
| ----------------------------------------- |
| A pályázat meghirdetésére nem került sor. |

### 2014
| 2014 |
| --- |
| I. díj - Ariadne Karszt- és Barlangkutató Egyesület II. díj - Virág Magdolna és szerzőtársai III. díj - MKBT Vulkánszpeleológiai Kollektíva |

### 2013
| 2013 |
| --- |
| Csoport kategória II. díj - Bekey Imre Gábor Barlangkutató Csoport III. díj - MKBT Vulkánszpeleológiai Kollektíva Egyéni kategória I. díj - Németh Róbert - Ádám Bence Különdíj - Rónaki László |

### 2012
| 2012 |
| --- |
| Csoport kategória I. díj - Ariadne Karszt- és Barlangkutató Egyesület & Szent Özséb Barlangkutató Egyesület II. díj - Alba Regia Barlangkutató Csoport - Bekey Imre Gábor Barlangkutató Csoport Pénzjutalom - Pro Natura Karszt- és Barlangkutató Egyesület - MKBT Vulkánszpeleológiai Kollektíva Egyéni kategória I. díj - Szabó Zoltán II. díj - Kardos Annamária III. díj - Kraus Sándor Könyvutalvány - Gaál Lajos - Köblös Gabriella - Angyal Dorottya Könyvjutalom - Récsi András - Eszterhás István |

### 2011
| 2011 |
| --- |
| Csoport kategória II. díj - Ariadne Karszt és Barlangkutató Egyesület és Szent Özséb Barlangkutató Egyesület - Pro Natura Karszt- és Barlangkutató Egyesület III. díj - MKBT Vulkánszpeleológiai Kollektíva Egyéni kategória II. díj - Rántó András, Tóth Nikolett - Sűrű Péter - Kiss Klaudia 10.000 Ft értékű könyvutalvány - Kugyela Lóránt - Muladi Beáta - Rónaki László - Eszterhás István - Tarsoly Péter 5.000 Ft értékű könyvutalvány - Eszterhás István |

### 2010
| 2010 |
| --- |
| Csoport kategória I. díj - Ariadne Karszt- és Barlangkutató Egyesület és Szent Özséb Barlangkutató Csoport II. díj - Pro Natura Karszt- és Barlangkutató Egyesület III. díj - MKBT Vulkánszpeleológiai Kollektíva Könyvjutalom - Gánti Barlangkutató Kollektíva - Szegedi Karszt és Barlangkutató Egyesület Egyéni kategória I. díj - Fehér Katalin II. díj - Dobos Tímea III. díj - Prakfalvi Péter Könyvjutalom - Vass Béla - Kraus Sándor - Eszterhás István |

### 2009
| 2009 |
| --- |
| Csoport kategória I. díj - Ariadne Karszt- és Barlangkutató Egyesület és Szent Özséb Barlangkutató Csoport II. díj - Pécs-Baranyai Origó Ház Egyesület Mecseki Karsztkutató Csoport III. díj - Pro Natura Karszt- és Barlangkutató Egyesület Könyvjutalom - Szegedi Karszt és Barlangkutató Egyesület - MKBT Vulkánszpeleológiai Kollektíva Egyéni kategória I. díj - Virág Magdolna - Egri Csaba II. díj - Bányai Andrea, Fedor Eleonóra, Lénárt László, Németh Ágnes, Szegediné Darabos Enikő - Ádám Bence - Nagy Sándor III. díj - Juhász Márton, Paulovics Péter - Rónaki László - Koltai Gabriella - Reszegi Attila Könyvjutalom - Glöckler Gábor, Gál Benedek - Prakfalvi Péter - Eszterhás István, Szentes György |

### 2008
| 2008 |
| --- |
| Csoport kategória I. díj - Alba Regia Barlangkutató Csoport II. díj - Szegedi Karszt és Barlangkutató Egyesület - MKBT Vulkánszpeleológiai Kollektíva Pénzjutalom - Pro Natura Karszt- és Barlangkutató Egyesület Egyéni kategória I. díj - Hegedűs András - Domina Eszter III. díj - Dobos Tímea, Kovács Zsolt, Sűrű Péter - Eszterhás István - Mozgás- és Élményterápiás Szakosztály Pénzjutalom - Berényi Üveges István Könyvjutalom - Lénárt László |

### 2007
| 2007 |
| --- |
| Csoport kategória II. díj - Szegedi Karszt és Barlangkutató Egyesület III. díj - MKBT Vulkánszpeleológiai Kollektíva Tudományos különdíj - Gerecse Barlangkutató és Természetvédő Egyesület Pénzjutalom - Pro Natura Karszt- és Barlangkutató Egyesület Egyéni kategória Ifjúsági különdíj - Vágány Zoltán I. díj - Lénárt László II. díj - Kraus Sándor III. díj - Sásdi László Pénzjutalom - Vid Gábor és szerzőtársai - Berényi Üveges István, Kraft János - Prakfalvi Péter - Eszterhás István Könyvjutalom (könyvutalvány) - Barati Judit - Eszterhás István |

### 2006
| 2006 |
| --- |
| Csoport kategória I. díj - Ariadne Karszt- és Barlangkutató Egyesület II. díj - Pro Natura Karszt- és Barlangkutató Egyesület III. díj - Szegedi Karszt- és Barlangkutató Egyesület - MKBT Vulkánszpeleológiai Kollektíva Különdíj - Myotis Barlangkutató, Természetjáró és Természetvédő Egyesület Egyéni kategória Különdíj - Surányi Gergely I. díj - Szabó Lénárd II. díj - Kovács Attila és szerzőtársai - Szittner Zsuzsa, Polacsek Zsolt III. díj - Sásdi László - Sűrű Péter Pénzjutalom - Barati Judit - Nagy Sándor, Vojnits Anna - Eszterhás István - Prakfalvi Péter - Szilvay Péter - Nagy Sándor Könyvjutalom - Prakfalvi Péter |

### 2005
| 2005 |
| --- |
| Csoport kategória I. díj - Alba Regia Barlangkutató Csoport II. díj - Gerecse Barlangkutató és Természetvédő Egyesület III. díj - Myotis Barlangkutató, Természetjáró és Természetvédő Egyesület - MKBT Vulkánszpeleológiai Kollektíva Különdíj, tudományos tevékenységért - Pro Natura Karszt és Barlangkutató Egyesület Különdíj, dokumentációs tevékenységért - Labirint Karszt és Barlangkutató Sport Egyesület Pénzjutalom - Szegedi Karszt és Barlangkutató Egyesület Könyvjutalom - Troglonauta Barlangkutató Egyesület Egyéni kategória I. díj - Simon Béla - Szablyár Péter II. díj - Deák István III. díj - Sásdi László - Barati Judit Pénzjutalom - File Ferenc András - Szőke Emília - Slíz György |

### 2004
| 2004 |
| --- |
| Csoport kategória II. díj - Plózer István Vízalatti Barlangkutató Szakosztály III. díj - MKBT Vulkánszpeleológiai Kollektíva - Styx Barlangkutató Csoport Különdíj, tudományos tevékenységért - Gerecse Barlangkutató és Természetvédő Egyesület - Szegedi Karszt- és Barlangkutató Egyesület Különdíj, feltáró és állagvédelmi tevékenységért - Troglonauta Barlangkutató Egyesület Különdíj, 2003. évi tevékenységükért - Labirint Karszt és Barlangkutató Csoport - Pro Natura Karszt- és Barlangkutató Egyesület Egyéni kategória Különdíj - Hevesi Attila I. díj - Gazda Attila II. díj - Perényi Katalin, Lasztity Alexandra - Eszterhás István, Szentes György III. díj - Sásdi László Pénzjutalom - Prakfalvi Péter - Molnár Lajos, Mányai Zoltán - Eszterhás István - Nagy Sándor - Kardos Annamária, Kardos Boglárka Könyvjutalom - Kardos Annamária - Buda László |

### 2003
| 2003 |
| --- |
| Csoport kategória I. díj - Alba Regia Barlangkutató Csoport II. díj - MKBT Vulkánszpeleológiai Kollektíva III. díj - Pro Natura Karszt- és Barlangkutató Egyesület Különdíj, tudományos tevékenységért - Szegedi Karszt- és Barlangkutató Egyesület Különdíj, feltáró és állagvédelmi tevékenységért - Troglonauta Barlangkutató Egyesület 2002. évi tevékenységükért - Styx Barlangkutató Csoport - Labirint Karszt és Barlangkutató Csoport Egyéni kategória I. díj - Szőke Emília - Simon Béla II. díj - Szabó Zoltán Ifjúsági különdíj - Kassai Piroska Különdíj - Sásdi László - Eszterhás István Pénzjutalom - Buda László, Prakfalvi Péter - László Zoltán |

### 2001–2002
| 2001–2002 |
| --- |
| Csoport kategória I. díj - Alba Regia Barlangkutató Csoport II. díj - Bekey Imre Gábor Barlangkutató Csoport - MKBT Vulkánszpeleológiai Kollektíva III. díj - Pécsi Tudományegyetem Barlangkutató Egyesülete - BEAC Barlangkutató Csoport Különdíj, tudományos tevékenységért - Gerecse Barlangkutató és Természetvédelmi Egyesület Különdíj, dokumentációs tevékenységért - Bakony Barlangkutató Egyesület Különdíj, feltáró tevékenységért - Szegedi Karszt- és Barlangkutató Egyesület - Styx Barlangkutató Csoport Különdíj, a feltáró és tudományos témakörökben elért teljesítményért - Plózer István Vízalatti Barlangkutató Szakosztály - Pro Natura Karszt- és Barlangkutató Egyesület Könyvjutalom - Meteor TTE Baradla Barlangkutató Csoport - Acheron Barlangkutató Szakosztály Egyéni kategória Pénzdíj - Kraus Sándor - Szatyor Miklós - Kékesi Ilona - Dezső Zoltán és szerzőtársai - Kovács Jenő - Rónaki László - Molnár Lajos, Dezső Zoltán - Supák Éva - Szenti Tamás, Eszterhás István - Sásdi László - Gila Csaba - Rabitovszky Alice - Hazslinszky Tamás - Futó János, Füredi Valéria, Sallay Enikő, Sásdi László - Nemes Dóra Ifjúsági különdíj - Kardos Annamária Könyvjutalom - Kollár K. Attila |

### 2000
| 2000 |
| --- |
| Csoport kategória I. díj - Bekey Imre Gábor Barlangkutató Csoport - MKBT Vulkánszpeleológiai Kollektíva III. díj - Plózer István Vízalatti Barlangkutató Csoport - Marcel Loubens Barlangkutató Csoport Egyéni kategória Pénzdíj - Nyerges Attila - Hazslinszky Tamás - Szűcs Norbert - Vass Béla |

### 1999
| 1999 |
| --- |
| Csoport kategória I. díj - Alba Regia Barlangkutató Csoport - Bekey Imre Gábor Barlangkutató Csoport II. díj - Ariadne Karszt- és Barlangkutató Egyesület III. díj - BEAC Barlangkutató Csoport - MKBT Vulkánszpeleológiai Kollektívája Kiemelkedő tudományos tevékenységéért adható különdíj - Gerecse Barlangkutató és Természetvédő Egyesület - Veszprémi Egyetemi Barlangkutató Egyesület Feltáró tevékenységért adható különdíj - Acheron Barlangkutató Szakosztály Dokumentációs tevékenységért adható különdíj - Plózer István Vízalatti Barlangkutató Szakosztály Pénzjutalom, tudományos munkáért - Pro Natura Karszt- és Barlangkutató Egyesület - Tapolcai Plecotus Barlangkutató Csoport Egyéni kategória Pénzjutalom - Rajczy Judit, Sváb Emese - Hazslinszky Tamás Könyvjutalom - Benedek Endre Barlangkutató és Természetvédelmi Egyesület |

### 1998
| 1998 |
| --- |
| Egyéni pályázat, hivatásos kategória I. díj - Hakl József III. díj - Veress Márton - Szunyogh Gábor, Lakotár Katalin, Szigeti Ilona Egyéni pályázat, nem hivatásos kategória I. díj - Németh Róbert III. díj - Kertai József - Varga László Könyvjutalom - Horváth E. Tamás, Zentai Zoltán Csoportos kategória I. díj - Gerecse Barlangkutató és Természetvédő Egyesület II. díj - Bekey Imre Gábor Barlangkutató Csoport - Alba Regia Barlangkutató Csoport - Veszprémi Egyetemi Barlangkutató Egyesület - BEAC Barlangkutató Csoport III. díj - Plózer István Vízalatti Barlangkutató Szakosztály Kiemelt tudományos különdíj - Élettani és Klimatológiai Munkacsoport Feltáró tevékenységért különdíj - Troglonauta Barlangkutató Egyesület Dokumentációs különdíj - MKBT Vulkánszpeleológiai Kollektíva Könyvjutalom - Marcel Loubens Barlangkutató Egyesület - MÁFI Barlangkutató Csoport - Plecotus Barlangkutató Csoport - Pro Natura Karszt- és Barlangkutató Egyesület - Styx Barlangkutató Csoport |

### 1997
| 1997 |
| --- |
| Csoport kategória II. díj - Alba Regia Barlangkutató Csoport - Bekey Imre Gábor Barlangkutató Csoport III. díj - Pro Natura Barlangkutató Csoport Dokumentációs különdíj - Vulkánszpeleológiai Kollektíva Tudományos különdíj - Pagony Barlangkutató Csoport Feltáró tevékenységért különdíj - Acheron Barlangkutató Szakosztály - Troglonauta Barlangkutató Csoport Csoport tevékenységért különdíj - Marcel Loubens Barlangkutató Egyesület Könyvjutalom - Benedek Endre Barlangkutató és Természetvédő Egyesület - Heliktit Barlangkutató Csoport Egyéni kategória Pénzjutalom - Barta Károly, Tarnai Tamás - Kovács Attila, Zámbori Zoltán - Kraus Sándor - Mátrai Hőerőmű Könyvjutalom - File Ferenc - Kertai József - Szenti Tamás - Danger TV (Kertész Gábor) |

### 1996
| 1996 |
| --- |
| Csoport kategória I. díj - Veszprémi Egyetemi Barlangkutató Egyesület II. díj - Alba Regia Barlangkutató Csoport - Pagony Barlangkutató Csoport III. díj - Plecotus Barlangkutató Csoport Különdíj - Vulkánszpeleológiai Kollektíva - Bakony Barlangkutató Egyesület - Marcel Loubens Barlangkutató Egyesület - Pro Natura Karszt- és Barlangkutató Egyesület Pénzjutalom - Acheron Barlangkutató Szakosztály Könyvjutalom - Heliktit Barlangkutató Csoport Egyéni kategória Pénzjutalom - Fehér Csaba, Varga Miklós - Leél-Őssy Szabolcs - Sásdi László - Kertész Gábor - Kalicza Tibor |

### 1995
| 1995 |
| --- |
| Csoport kategória I. díj - Bekey Imre Gábor Barlangkutató Csoport II. díj - Alba Regia Barlangkutató Csoport III. díj - Plecotus Barlangkutató Csoport Különdíj - Gerecse Barlangkutató Egyesület - Marcel Loubens Barlangkutató Egyesület - Vulkánszpeleológiai Kollektíva - Veszprémi Egyetemi Barlangkutató Egyesület - MAFC Barlangkutató Csoport Pénzjutalom - Mátrai Erőmű Barlangkutató Csoport - Acheron Barlangkutató Szakosztály - Tatabányai Barlangkutató Egyesület - Bakony Barlangkutató Egyesület - Pro Natura Karszt- és Barlangkutató Egyesület Könyvjutalom - Heliktit Barlangkutató Csoport Egyéni kategória Pénzjutalom - Juhász Márton - Nádor Annamária - Kraus Sándor - Sásdi László Könyvjutalom - Varga Miklós - Kalicza Tibor |

### 1993
| 1993 |
| --- |
| Csoport kategória I. díj - Bekey Imre Gábor Barlangkutató Csoport II. díj - Marcel Loubens Barlangkutató Egyesület - Plecotus Barlangkutató Csoport III. díj - Alba Regia Barlangkutató Csoport Különdíj - Vulkánszpeleológiai Kollektíva - Troglonauta Barlangkutató Csoport - „Világörökség ajánló anyag” szerzői kollektíva - MAFC Barlangkutató Csoport Pénzjutalom - Acheron Barlangkutató Szakosztály - Veszprémi Egyetem Barlangkutató Csoport Tárgyjutalom - Bakony Barlangkutató Egyesület - Pro Natura Karszt- és Barlangkutató Csoport - Heliktit Barlangkutató Szakosztály Egyéni kategória I. díj - Szablyár Péter II. díj - Kraus Sándor - Sásdi László III. díj - Stieber József Pénzjutalom - Kalicza Tibor - Hardy Ágnes - Boa Péter Könyvjutalom - Kocsis Ákos - Micheller Szilvia - Varga Miklós |

### 1992
| 1992 |
| --- |
| Csoportjelentések kategória I. díj - Bekey Imre Gábor Barlangkutató Csoport II. díj - Vulkánszpeleológiai Munkacsoport III. díj - Marcel Loubens Barlangkutató Egyesület Különdíj - Acheron Barlangkutató Szakosztály - Plecotus Barlangkutató Csoport - Tatabányai Barlangkutató Egyesület Pénzjutalom - Bakony Barlangkutató Egyesület - Alba Regia Barlangkutató Egyesület - Troglonauta Barlangkutató Csoport Tárgyjutalom - Heliktit Barlangkutató Csoport - Pro Natura Barlangkutató Csoport Egyéni kategória I. díj - Kraus Sándor II. díj - Kalicza Tibor, Szablyár Péter III. díj - Hardi Ágnes - Horváth Zsuzsa Könyvjutalom - Varga Miklós |

### 1991
| 1991 |
| --- |
| Csoport kategória I. díj - Bekey Imre Gábor Barlangkutató Csoport II. díj - Acheron Barlangkutató Szakosztály - Alba Regia Barlangkutató Csoport - MÁFI Barlangkutató Csoport Különdíj - Gerecse Barlangkutató Egyesület - Tatabányai Barlangkutató Egyesület Egyéni kategória Pénzjutalom - Veress Márton |

### 1990
| 1990 |
| --- |
| Csoportjelentések kategória I. díj - Bekey Imre Gábor Barlangkutató Csoport - Gerecse Barlangkutató Egyesület III. díj - Alba Regia Barlangkutató Csoport Különdíj - Bakony Barlangkutató Egyesület Dicsérő oklevél - Heliktit Barlangkutató Csoport - Külker SC Barlangkutató Csoport Egyéni kategória I. díj - Szablyár Péter - Veress Márton, Péntek Kálmán III. díj - Lénárt László |

### 1989
| 1989 |
| --- |
| Csoportjelentések kategória I. díj - Alba Regia Barlangkutató Csoport - Gerecse Barlangkutató Egyesület II. díj - Acheron Barlangkutató Szakosztály - Bekey Imre Gábor Barlangkutató Csoport Különdíj - MÁFI Barlangkutató Csoport (tudományos kategóriában) - Bakony Barlangkutató Csoport (dokumentációs kategóriában) Egyéni kategória - Mucsi László - Kraus Sándor Ifjúsági díj - Nyerges Miklós |

### 1988
| 1988 |
| --- |
| Csoport kategória I. díj megosztva - Alba Regia Barlangkutató Csoport - Bekey Imre Gábor Barlangkutató Csoport II. díj - Acheron Barlangkutató Szakosztály Különdíj - Bakony Barlangkutató Csoport - Heliktit Barlangkutató Csoport - Marcel Loubens Barlangkutató Egyesület Egyéni kategória I. díj - Hevesi Attila II. díj - Nyerges Miklós |

### 1987
| 1987 |
| --- |
| Csoport kategória I. díj - Alba Regia Barlangkutató Csoport - Acheron Barlangkutató Szakosztály II. díj - Bekey Imre Gábor Barlangkutató Csoport Különdíj - Anteus Barlangkutató Csoport - Papp Ferenc Barlangkutató Csoport - Bakony Barlangkutató Csoport |

### 1987-ben díjazott pályázatok
| 1987-ben díjazott pályázatok |
| --- |
| Csoport kategória I. díj - Alba Regia Barlangkutató Csoport II. díj - Acheron Barlangkutató Csoport III. díj - Papp Ferenc Barlangkutató Csoport Különdíj - Alba Regia Barlangkutató Csoport - Bekey Imre Gábor Barlangkutató Csoport - Marcel Loubens Barlangkutató Egyesület Egyéni pályázatok I. hely - Juhász Márton II. hely - Veress Márton, Péntek Kálmán III. hely - Veress Márton Könyvjutalom - Szabó Tamás, Fónyi Tamás |

### 1985. évi tevékenységről szóló pályázatok
| 1985. évi tevékenységről szóló pályázatok |
| --- |
| Csoport kategória I. díj - Alba Regia Barlangkutató Csoport II. díj - Acheron Barlangkutató Szakosztály III. díj - Marcel Loubens Barlangkutató Egyesület Különdíj - Alba Regia Barlangkutató Csoport - Acheron Barlangkutató Szakosztály - SZIKKTI Papp Ferenc Barlangkutató Csoport Egyéni kategória I. díj - Szunyogh Gábor II. díj - Mucsi László - Szilvay Gergely - Kraus Sándor Egyéni ifjúsági díj - Perényi Katalin |

### 1984
| 1984 |
| --- |
| I. díj - Alba Regia Barlangkutató Csoport - KTE Acheron Barlangkutató Szakosztály II. díj - Marcel Loubens Barlangkutató Egyesület Pénzjutalom - FTSK Delfin - Papp Ferenc - USE Pannónia |

### 1983
| 1983 |
| --- |
| I. díj - KTE Acheron Barlangkutató Szakosztály II. díj - Alba Regia Barlangkutató Csoport - Bekey Imre Gábor Barlangkutató Csoport - FTSK Barlangkutató Szakosztály Különdíj - Papp Ferenc Barlangkutató Csoport |

### 1982
| 1982 |
| --- |
| I. díj - Alba Regia Barlangkutató Csoport - Bekey Imre Gábor Barlangkutató Csoport II. díj - Vértes László Barlangkutató Csoport III. díj - KTE Acheron Barlangkutató Szakosztály - FTSK Barlangkutató Szakosztály |

### 1981
| 1981 |
| --- |
| I. díj - Alba Regia Barlangkutató Csoport II. díj - HOSE Bekey Imre Gábor Barlangkutató Csoport - Vértes László Barlangkutató Csoport III. díj - FTSK Barlangkutató Szakosztály - Mecseki Karsztkutató Csoport - Papp Ferenc Barlangkutató Csoport |

### 1980
| 1980 |
| --- |
| I. díj - Alba Regia Barlangkutató Csoport II. díj - Cholnoky Jenő Barlangkutató Csoport - Mecseki Karsztkutató Csoport III. díj - VMTE Baradla Barlangkutató Csoport - FTSK-Speleoteam Barlangkutató Csoport - FTSK Delfin Vízalatti Barlangkutató Szakosztály |

### 1979
| 1979 |
| --- |
| I. díj - Alba Regia Barlangkutató Csoport II. díj - VMTE Baradla Barlangkutató Csoport - Vértes László Barlangkutató Csoport III. díj - Cholnoky Jenő Barlangkutató Csoport - Herman Ottó Barlangkutató Csoport - Mecseki Karsztkutató Csoport |

### 1978
| 1978 |
| --- |
| A Karszt és Barlang szerinti díjazottak: I. díj - Nehézipari Műszaki Egyetem TDK Karszthidrológiai Szakcsoport II. díj - Alba Regia Barlangkutató Csoport - FTSK Delfin Vízalatti Barlangkutató Szakosztály III. díj - Cholnoky Jenő Barlangkutató Csoport - FTSK Barlangkutató Szakosztály - Vértes László Karszt- és Barlangkutató Csoport Az MKBT Meghívó szerinti díjazottak: I. díj - Ferencvárosi Természetbarát Sportkör Barlangkutató Szakosztálya II. díj - Alba Regia Barlangkutató Csoport III. díj' - Mecseki Karsztkutató Csoport |

### 1977
| 1977 |
| --- |
| I. díj - Alba Regia Barlangkutató Csoport II. díj - Mecseki Karsztkutató Csoport - Vass Imre Barlangkutató Csoport |

### 1976
| 1976 |
| --- |
| I. díj - Alba Regia Barlangkutató Csoport II. díj - Marcel Loubens Karszthidrológiai Szakcsoport - Papp Ferenc Barlangkutató Csoport |

### 1975
| 1975 |
| --- |
| I. díj - Herman Ottó Barlangkutató Csoport II. díj - Szabó Pál Zoltán Barlangkutató Csoport III. díj - Papp Ferenc Barlangkutató Csoport |